# Марк Емілій Барбула (диктатор)
Марк Емі́лій Барбу́ла (лат. Marcus Aemilius Barbula; IV — ІІІ століття до н. е.) — політичний, державний і військовий діяч Римської республіки, диктатор у період між 292-285 роками до н. е.

## Біографія
Походив з патриціанського роду Еміліїв, його гілки Барбула. Він син Квінта Емілія Барбули, ймовірно брат Квінта Емілія Барбули, консула 317 року до н. е. 
Між 292-285 роками до н. е. його було обрано диктатором ймовірно для ведення війни (лат. Rei gerundae causa). Подробиць цього не збереглося. Проблеми, які виникли у сучасних дослідників при хронологізації біографії Марка Емлія Барбули, пов'язані з тим, що період його диктаторства ймовірно був описаний на тому фрагменті джерела того часу мармурових плит Fasti Capitolini, який охоплював період між 292-285 роками до н. е. і не зберігся. На цих плитах було викарбувано імена усіх консулів і тріумфаторів Римської республіки. А в інших джерелах відомості надто розпливчасті.
З того часу про подальшу долю його згадок немає.   